# Franck Elemba
Franck Elemba (ur. 21 lipca 1990 w Brazzaville) – kongijski lekkoatleta specjalizujący się w pchnięciu kulą, od kwietnia 2024 roku reprezentujący Francję.

## Osiągnięcia
- 4. miejsce podczas mistrzostw Afryki (Nairobi 2010)
- 7. miejsce podczas pucharu interkontynentalnego (Split 2010)
- 5. miejsce podczas igrzysk afrykańskich (Maputo 2011)
- 5. miejsce na mistrzostwach Afryki (Porto-Novo 2012)
- 5. miejsce podczas igrzysk frankofońskich (Nicea 2013)
- brązowy medal mistrzostw Afryki (Marrakesz 2014)
- 7. miejsce podczas pucharu interkontynentalnego (Marrakesz 2014)
- złoto (w pchnięciu kulą) oraz brąz (w rzucie dyskiem) igrzysk afrykańskich (Brazzaville 2015)
- 17. miejsce podczas halowych mistrzostw świata (Portland 2016)
- srebrny medal mistrzostw Afryki (Durban 2016)
- 4. miejsce na igrzyskach olimpijskich (Rio de Janeiro 2016)
- złoty medal igrzysk frankofońskich (Abidżan 2017)
- 5. miejsce na igrzyskach afrykańskich (Rabat 2019)
- złoty medalista mistrzostw Francji oraz Maroka

## Rekordy życiowe
- pchnięcie kulą (stadion) – 21,20 (2016) rekord Konga
- pchnięcie kulą (hala) – 20,86 (2017) rekord Konga
- rzut dyskiem – 54,30 (2016) rekord Konga